# 下村善太郎

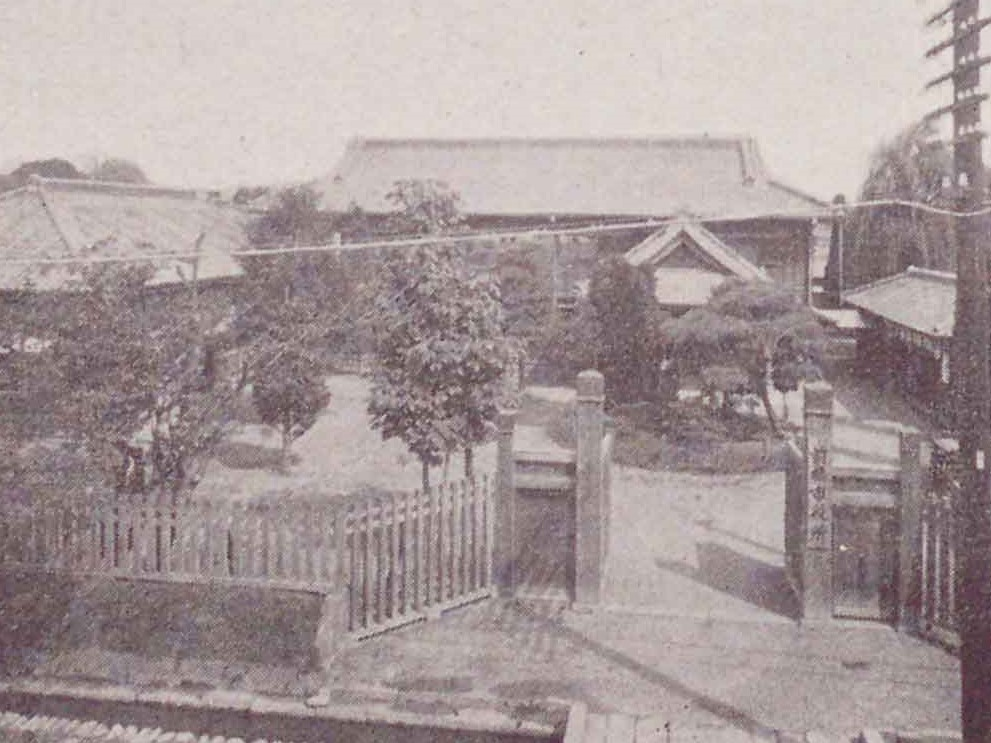
下村が市長として上棟した前橋市役所庁舎。自身は完成前に死去した。

前橋市役所前の下村善太郎翁像

下村 善太郎（しもむら ぜんたろう、1827年5月19日（文政10年4月28日）- 1893年（明治26年）6月4日）は、明治時代の生糸貿易商。初代前橋市長。

## 経歴
文政10年（1827年）4月28日、上野国群馬郡前橋本町（現前橋市）で小間物屋、三好屋を営む下村重右衛門の子として生まれる。幼名定之丞。17歳の時に家業を継いで善右衛門と称した。しかし賭博や米相場に手を出して失敗、大きな損失を出す。この頃、大前田栄五郎から博奕にのめりこむのを戒められたとの逸話がある。
嘉永3年（1850年）9月に妻子を連れて武蔵国八王子に転居し再起を図る。その後は横浜開港で八王子が生糸取引中継地となった影響も受けて、生糸商として成功した。万延元年（1960年）に前橋で父重右衛門が死去、それに伴い文久3年（1863年）に前橋に帰郷した。前橋では、川越藩主の前橋帰城に伴う前橋城再築に約400両の寄付金を納め、慶応2年（1866年）には生糸改所取締となり、また永年苗字帯刀を許された。
明治維新後はその財力で前橋の発展に貢献した。1874年（明治7年）桃井小学校校舎新築に1000円の寄付を行う。同年3月の前橋本町火災では玄米120俵を拠出するなど義援活動を行ったほか、1台800円する消防ポンプ2台を寄付した。1876年（明治9年）第二次群馬県が成立し高崎に県庁が置かれることが決まると、前橋への群馬県庁誘致運動の先頭に立った。官舎の建築費用として必要な3万円のうち1万円を寄付し、仮県庁移転の実現に貢献した。翌年には師範学校・衛生局の建築費用の寄付も行っている。
1879年（明治12年）3月に立川町に昇立社という改良坐繰の工場を創業。
1881年（明治14年）から第三十九国立銀行の取締役を務めるかたわら、同行の経営危機には株式の購入によってこれを救った。1882年（明治15年）に師範学校附属の幼稚遊戯場が廃止されることが決まると、楫取素彦県令に願書を提出し、県立幼稚園の設立にこぎつけた。1884年（明治17年）日本鉄道（現在の高崎線）が建設されるにあたっては、鉄道の前橋延長運動も起こした。同年の臨江閣建設にあたっては、建築費用の寄付のみならず、建設のための土地の提供を行った。同年、それまで渡し船や曲輪橋という有料の橋によって両岸が結ばれていた利根川に無料の橋をかけるため、町有志とともに1万円の寄付をして佐藤與三知事に請願をした。これによって架けられたのが初代利根橋である。
1889年（明治22年）4月1日の町村制施行に伴い、前橋町会議員に当選。5月6日に開かれた第1回町会で議長に選出される。
1892年（明治25年）4月1日の市制施行に伴い第1回市会で前橋市初代市長に推薦され、5月19日内務大臣の裁可を得て正式に市長となった。1893年（明治26年）5月上京する列車中で容態が悪くなり、上野に着くとそのまま駿河台下の佐々木病院に入院した。入院中の6月2日に市長を辞任し、4日に享年67歳で死去した。墓は前橋市紅雲町の龍海院にあり、前橋指定史跡（昭和49年8月26日指定）となっている。
業績を記念して1910年（明治43年）前橋公園に銅像が立てられたが、1943年（昭和18年）に供出された。現存の銅像は、1983年（昭和58年）のあかぎ国体を機に前橋市役所前に再建されたものである。
1983年（昭和58年）石井繁丸とともに前橋市初の名誉市民となる。

## 親族
- 祖父 下村善右衛門 - 勢多郡木瀬村大字長磯の人。前橋で三好屋を創業[38]。
  - 母 よし
  - 父 重右衛門 - 旧姓蒲原。信州小諸の出身で幼名は市兵衛。
    - 兄 政太郎 - 夭逝。
    - 妻 せゑ - 立川町の荒物商、小泉長七の娘[39]。
      - 長女 - ちか
      - 長男 - 善右衛門（実業家、衆議院議員）[40]

    - 妹 サク